# Филипинско море
Филипинско море је део Тихог океана између Филипина и Тајвана на западу, Јапана на северу, Маријанских острва на истоку, и острва Палау на југу. Дно Филипинског мора чини Филипински плато која на западу пролази испод Евроазијског платоа и формира Филипинска острва. Између два платоа се налази филипински ров који има максималну дубину од 10,540 m. На истоку пацифички плато пролази испод филипинског, и између њих се налази маријански ров који има максималну дубину од 11.190 m. У Другом светском рату, од 19. до 20. јуна 1944. године у њему се одиграла поморска и ваздушна битка између Јапана и САД.
Филипинска морска плоча формира дно мора. Његова западна граница је први ланац острва на западу, који обухвата острва Рјуку на северозападу и Тајван на западу. Његова југозападна граница обухвата филипинска острва Лузон, Катандуанес, Самар, Лејте и Минданао. Његову северну границу чине јапанска острва Хоншу, Шикоку и Кјушу. Његова источна граница је други ланац острва на истоку, који обухвата острва Бонин и Иво Џиму на североистоку, Маријанска острва (укључујући Гвам, Сајпан и Тинијан) на истоку и Халмахеру, Палау, Јап и Улити (од Каролинска острва) на југоистоку. Њена јужна граница је индонезијско острво Моротај.
Море има сложен и разноврстан подморски рељеф. Под је формиран у структурални басен низом геолошких раседа и зона лома. Острвски лукови, који су заправо проширени гребени који стрше изнад површине океана због тектонске активности плоча у том подручју, затварају Филипинско море са севера, истока и југа. Филипински архипелаг, острва Рјуку и Маријане су примери. Још једна истакнута карактеристика Филипинског мора је присуство дубоких морских ровова, међу којима су Филипински ров и Маријански ров, који садржи најдубљу тачку на планети.

## Географија

### Локација
Филипинско море има Филипине и Тајван на западу, Јапан на северу, Маријане на истоку и Палау на југу. Суседна мора укључују море Целебес које је одвојено Минданаом и мањим острвима на југу, Јужно кинеско море које је одвојено Филипинима и Источно кинеско море које је одвојено острвима Рјуку.

### Опсег
Међународна хидрографска организација дефинише Филипинско море као „подручје северног Тихог океана поред источних обала Филипинских острва“, ограничено на следећи начин:

На западу. Уз источне границе Источноиндијског архипелага, Јужног кинеског мора и Источног кинеског мора.
На северу. Уз југоисточну обалу Кјушуа, јужне и источне границе Унутрашњег мора и јужне обале острва Хоншу.
На истоку. Гребеном који спаја Јапан са острвима Бонин, Вулкан и Ладрон (Маријанска острва), која су укључена у Филипинско море.
На југу. Линијом која спаја острва Гвам, Јап, Пелев (Палау) и Халмахера.

### Геологија
Филипинска морска плоча чини дно Филипинског мора. Она се подвлачи се испод Филипинског покретног појаса који носи већину филипинског архипелага и источног Тајвана. Између две плоче је Филипински ров.

### Морски биодиверзитет
Филипинско море има морски територијални обим од преко 679.800 km2 (262.500 sq mi), и EEZ од 2,2 милиона km². Захваљујући екстензивном викаријансу и острвским интеграцијама, Филипини садрже највећи број морских врста по јединици површине у односу на земље унутар Индо-Малајско-Филипинског архипелага, и идентификовани су као епицентар морског биодиверзитета. Својим укључењем у Корални троугао, Филипинско море обухвата преко 3.212 врста риба, 486 врста корала, 800 врста морских алги и 820 врста бентоских алги, при чему се пролаз острва Верде назива „центром биодиверзитета морске рибе“. На тој територији идентификоване су тридесет и три ендемске врсте риба, укључујући плавопегаву анђеоску рибу (Chaetodontoplus caeruleopunctatus) и морског сома (Arius manillensis). Филипинска морска територија је такође постала легло и хранилиште за угрожене морске врсте, као што су китовска ајкула (Rhincodon typus), дугонг (Dugong dugon) и велика ајкула (Megachasma pelagios). У Јужном кинеском мору, филипински научници су открили обиље морског живота и врста које имају потенцијал да омогуће биомедицински напредак.

### Корални троугао
Корални троугао (који се назива и Индо-малајски троугао) сматра се глобалним центром морског биодиверзитета. Његова укупна океанска површина је приближно 2 милиона квадратних километара. Обухвата тропске воде Малезије, Индонезије, Филипина, Источног Тимора, Папуе Нове Гвинеје и Соломонских острва. Филипинска острва, која леже на његовом врху, чине 300.000 km2 (120.000 sq mi) од тога. Део области коралног гребена Коралног троугла који се налази на Филипинима креће се од 10.750 km2 (4.150 sq mi) до 33.500 km2 (12.900 sq mi). Он садржи преко 500 врста склерактинских или камених корала и најмање 12 ендемских врста корала.
Корални троугао садржи 75% светских врста корала (око 600 врста). Он је дом за преко 2000 врста гребенских риба и шест од седам светских врста морских корњача (јастребска, главата, кожаста, зелена, маслинаста и морска). Не постоји једно узрочно објашњење за необично висок биодиверзитет који се налази у Коралном троуглу, али већина истраживача га приписује геолошким факторима као што је тектоника плоча.